# Egyptian Basketball Super League
La Egyptian Basketball Premier League (in arabo: بطولة الدورى العام الممتاز (أ) رجال) è la massima divisione professionistica del campionato egiziano di pallacanestro. Amministrata dalla Federazione cestistica dell'Egitto (EBBFED), è composta da 16 squadre. Le due squadre ultime classificate vengono retrocesse nella Egyptian Basketball Premier League B e sostituite dalle prime due squadre di quella divisione.
Dalla sua istituzione nel 1972, un totale di cinque club si sono aggiudicati il titolo della Egyptian Basketball Super League. Lo Zamalek detiene il record di vittorie con 15 titoli, seguito da Al Ittihad con 14; le altre squadre ad essere diventate campioni sono: il Gezira (11 titoli),l' Al Ahly (7 titoli) e lo Sporting Alessandria (3 titoli). I campioni di ogni stagione si qualificano per la stagione regolare della Basketball Africa League (BAL).

## Squadre partecipanti
La lista delle 16 squadre che hanno partecipato alla stagione 2023-2024
| Squadra                | Città                | Palazzetto                |
| ---------------------- | -------------------- | ------------------------- |
| Al-Ahly Cairo          | Cairo                | Al Ahly Sports Hall       |
| Al-Ittihad Alessandria | Alessandria d'Egitto | Kamal Shalaby Hall        |
| El-Gaish               | Cairo                | Tala'ea El Gaish Hall     |
| Aviation Club          | Cairo                |                           |
| Al Zohour              | Cairo                |                           |
| Eastern Company        | Cairo                |                           |
| Al-Shams               | Cairo                |                           |
| Misr Insurance         | Alessandria d'Egitto | The Arab Contractors Hall |
| Gezira SC              | Cairo (Zamalek)      | Cairo Stadium             |
| Heliopolis             | Cairo                | Heliopolis Hall           |
| El-Olympi              | Alessandria d'Egitto | El Olympi Arena           |
| Smouha                 | Alessandria d'Egitto | Smouha Arena              |
| Sporting Ales.         | Alessandria d'Egitto | Sporting Club Hall        |
| Suez Canal             | Ismailia             |                           |
| Al Ittisalat           | Cairo                |                           |
| Zamalek                | Giza                 | Abdulrahman Fawzi Hall    |

## Albo d'Oro
- 1972-73:  Gezira SC
- 1973-74:  Zamalek
- 1974-75:  Zamalek
- 1975-76:  Zamalek
- 1976-77:  Zamalek
- 1977-78:  Zamalek
- 1978-79:  Al-Ittihad Alessandria
- 1979-80:  Zamalek
- 1980-81:  Zamalek
- 1981-82:  Al-Ittihad Alessandria
- 1982-83:  Al-Ittihad Alessandria
- 1983-84:  Al-Ittihad Alessandria
- 1984-85: Cancellato
- 1985-86:  Al-Ittihad Alessandria
- 1986-87:  Al-Ittihad Alessandria
- 1987-88:  Zamalek
- 1988-89:  Al-Ahly Cairo
- 1989-90:  Al-Ittihad Alessandria
- 1990-91:  Zamalek
- 1991-92:  Al-Ittihad Alessandria
- 1992-93:  Gezira SC
- 1993-94:  Gezira SC
- 1994-95:  Al-Ittihad Alessandria
- 1995-96: Cancellato
- 1996–97:  Zamalek
- 1997-98:  Zamalek
- 1998-99:  Al-Ittihad Alessandria
- 1999-00:  Al-Ahly Cairo
- 2000-01:  Al-Ahly Cairo
- 2001-02:  Gezira SC
- 2002-03:  Zamalek
- 2003-04:  Gezira SC
- 2004-05:  Gezira SC
- 2005-06:  Gezira SC
- 2006-07:  Zamalek
- 2007-08:  Gezira SC
- 2008-09:  Al-Ittihad Alessandria
- 2009-10:  Al-Ittihad Alessandria
- 2010-11:  Gezira SC
- 2011-12:  Al-Ahly Cairo
- 2012-13:  Sporting Ales.
- 2013-14:  Gezira SC
- 2014-15:  Sporting Ales.
- 2015-16:  Al-Ahly Cairo
- 2016-17:  Gezira SC
- 2017-18:  Sporting Ales.
- 2018-19:  Zamalek
- 2019-20:  Al-Ittihad Alessandria
- 2020-21:  Zamalek
- 2021-22:  Al-Ahly Cairo
- 2022-23:  Al-Ahly Cairo
- 2023-24:  Al-Ittihad Alessandria
- 2024-25:  Al-Ahly Cairo

## Titoli per squadra
Finora, cinque squadre hanno vinto la Premier League almeno una volta. Lo Zamalek detiene il record per il maggior numero di campionati con quindici titoli.
| Squadra                | Titoli | Stagioni |
| ---------------------- | ------ | --- |
| Zamalek                | 15     | 1973–74, 1974–75, 1975–76, 1976–77, 1977–78, 1979–80, 1980–81, 1987–88, 1990–91, 1996–97, 1997–98, 2002–03, 2006–07, 2018–19, 2020–21 |
| Al-Ittihad Alessandria | 14     | 1978–79, 1981–82, 1982–83, 1983–84, 1984–85, 1986–87, 1989–90, 1991–92, 1994–95, 1998–99, 2008–09, 2009–10, 2019–20, 2023–24          |
| Gezira SC              | 11     | 1972–73, 1992–93, 1993–94, 2001–02, 2003–04, 2004–05, 2005–06, 2007–08, 2010–11, 2013–14, 2016–17                                     |
| Al-Ahly Cairo          | 8      | 1988–89, 1999–00, 2000–01, 2011–12, 2015–16, 2021–22, 2022–23, 2024–25                                                                |
| Sporting Ales.         | 3      | 2012–13, 2014–15, 2017–18 |